# John T. Lescroart
John Thomas Lescroart (* 14. Januar 1948 in Harris County, Texas) ist ein amerikanischer Schriftsteller. Ausgesprochen wird sein Name less-´kwah. Von seiner Abstammung her ist er halb Ire, halb Franzose. Sein Name geht zurück auf eine Bande französischer Banditen „Les Croquart“ aus dem 14. Jahrhundert. Lescroart studierte in Berkeley Englische Literatur. Eine Zeit lang versuchte er in Europa Musik zu machen. Er schrieb über 500 Liedtexte, landete jedoch keinen Hit.
Sein Vater hätte es gerne gesehen, wenn er – wie er selbst – Versicherungskaufmann geworden wäre, doch Lescroart wollte immer Schriftsteller werden. So begann er mit 30 zu schreiben, nebenher arbeitete er. Er schrieb Sunburn, ein Buch, in dem er über seine Reisen in Europa berichtete, das auch gleich einen Preis gewann. Doch weder mit diesem noch mit den folgenden drei Büchern hatte er besonderen Erfolg. Nach einer schweren Hirnhautentzündung 1989 gab er seinen Beruf auf und verlegte sich ganz aufs Schreiben. Danach schaffte er den Durchbruch zum international erfolgreichen Schriftsteller.
Heute lebt John T. Lescroart mit seiner Frau Lisa und seinen Kindern in Davis, Kalifornien.
Die Helden seiner Bücher sind Dismas Hardy (ein ehemaliger Polizist, Staatsanwalt und jetziger Anwalt) und Abe Glitsky (der leitende Inspektor der Mordkommission des San Francisco Police Department).
Obwohl in den Klappentexten seiner in Deutschland erschienenen Bücher behauptet wird, dass er Jura studiert und als Anwalt gearbeitet habe, sagt Lescroart im Vorwort von Der Vertraute, dass er dies im Gegensatz zu vielen seiner Schriftstellerkollegen nie getan hätte.

## Bibliografie
- Der Deal (1989), Dead Irish
- Die Rache (1990), The Vig
- Das Indiz (1993), Hard Evidence
- Das Urteil (1994), The 13th Juror
- Die Farben der Gerechtigkeit (1995), A Certain Justice
- Der Vertraute (1997), Guilt
- Gnade vor Recht (1998), The Mercy Rule
- So wahr mir Gott helfe (2000), Nothing but the Truth
- Die Anhörung (2001), The Hearing
- Der Schwur (2002), The Oath
- Ehernes Gesetz (2003), The First Law
- Dünnes Eis (2004), The Second Chair
- Das Gesetz der Jagd (2006), The Hunt Club
- Das Motiv (2009), The Motive
- Mordverdacht (2010), The Suspect
- Schattenkampf (2010) Betrayal
- Der Angeklagte (2011) Damage
- The Hunter (2012)